# Kryštof Vratislav z Mitrovic (jezuita)
Kryštof Vratislav z Mitrovic, (německy Christoph Wratislaw von Mitrowitz, * 1611, nebo 1628 Protivín – 23. října 1664, Slezská Nisa) byl český šlechtic z vedlejší protivínské větve rodu Vratislavů z Mitrovic.

## Život
Narodil se jako syn Jana a jeho druhé manželky Elišky Varlichové z Bubna. Měl bratry Adama Viléma (1611–1666) a Františka Šebestiána († 1684).
V roce 1629 v Římě jako 18letý vstoupil do Tovaryšstva Ježíšova. Po návratu z Říma do vlasti se věnoval učitelskému povolání, šest let vyučoval filosofii, etiku a teologii. Působil jako kazatel a často přednášel latinsky a italsky.
Kryštof Vratislav z Mitrovic zemřel ve věku 53 let 23. října 1664 ve Slezské Nise.

## Spisy
Na teologickém poli se s velkou horlivostí věnoval především Mariánskému kultu. Některé z jeho spisů vyšly tiskem:
- „Stimuli coelestes ad amandam et colendam coeli terraeque reginam Mariam“, Praha 1655, 4°.